# توشيع
التوشيع، مأخوذ من الوشيعة وهي الزهر المختلف الألوان ومن البرد الوشيع وهو الكثير النقوش، هو أن يؤتي في عجز الكلام بمثنى مفسر باسمين، ثانيهما معطوف على الأول، نحو «يشيب ابن آدم ولا تشيب فيه خصلتان: الحرص وطول الأمل».